# Distretto di Rashaya
Il distretto di Rashaya  (in arabo قضاء راشيا ‎?) è un distretto amministrativo del Libano, che fa parte del governatorato della Beqā. Il capoluogo del distretto è Rashaya.